# 安德烈·洛切萊羅
安德烈·洛切萊羅（義大利語：Andrea Lo Cicero；1976年5月7日—）是一位意大利橄欖球運動員。他是意大利國家橄欖球隊的一員，代表意大利參加了2011年世界盃橄欖球賽。